# 愛に走って/赤い運命
『愛に走って／赤い運命』（あいにはしって／あかいうんめい）は1976年3月にCBSソニーよりリリースされた山口百恵の12枚目のシングル。規格品番はSOLB 401。

## 概要
A面曲「愛に走って」は、恋人からの電話の声に胸騒ぎを覚えてパジャマ姿のままで彼の後を追う少女の心情を歌った曲。前作「白い約束」と同様、作詞を千家和也、作曲は三木たかし、編曲は萩田光雄が担当している。
B面曲「赤い運命」は山口本人が出演した同タイトルのTBS系ドラマ『赤い運命』のテーマ曲。
ジャケットの撮影は篠山紀信が担当している。

## 収録曲
| 全作詞: 千家和也、全作曲: 三木たかし。 |                                     |           |            |          |      |
| #                                      | タイトル                            | 作詞      | 作曲・編曲 | 編曲     | 時間 |
| 1.                                     | 「愛に走って」                      | 千家和也  | 三木たかし | 萩田光雄 | 3:35 |
| 2.                                     | 「赤い運命」(TBS系同名ドラマ主題歌) | 千家和也  | 三木たかし | 高田弘   | 3:08 |
| 合計時間:                              | 合計時間:                           | 合計時間: | 6:43       |          |      |

## 関連シングル
- 1978年4月21日 - EP: 06SH 300（「GOLDEN SINGLE」 片面: 白い約束）
- 1989年3月21日 - 8cmCD: 10EH 3178（「Platinum Single SERIES」 C/W: 白い約束）
- 2005年6月22日 - 8cmCD: MHCL 10026（オリジナル・カラオケ、「赤い疑惑 -テレビ・ドラマ名場面集-」 紙ジャケ仕様盤）

## 関連作品
愛に走って
- 17才のテーマ
- Best of Best 山口百恵のすべて
- 33 SINGLES MOMOE
- 百惠辞典
- ベスト・セレクション Vol.1
- GOLDEN☆BEST 山口百恵 PLAYBACK MOMOE part2
- MOMOE PREMIUM
- 山口百恵ベスト・コレクション VOL.1
- Complete MOMOE PREMIUM
- コンプリート百恵伝説
- GOLDEN☆BEST 山口百恵 コンプリート・シングルコレクション

愛に走って （ライブ音源）
- MOMOE IN KOMA
- MOMOE LIVE PREMIUM
- MOMOE ON STAGE（ボーナストラックとして追加収録）

赤い運命
- 17才のテーマ
- Best of Best 山口百恵のすべて
- 横須賀ストーリー
- 百恵・アクトレス伝説
- MOMOE PREMIUM
- 赤いシリーズ シングル・コレクション
- MOMOE LIVE PREMIUM
- Complete MOMOE PREMIUM
- コンプリート百恵伝説
- GOLDEN☆BEST 山口百恵 コンプリート・シングルコレクション

赤い運命 （ライブ音源）
- MOMOE ON STAGE
- MOMOE LIVE PREMIUM

## 参考資料
- 川瀬泰雄『プレイバック 制作ディレクター回想記』学研マーケティング、2011年2月。ISBN 978-4054047259。